# Непрочитані листи 1941-го
Непрочитані листи 1941-го — колекція листів, написаних у червні-липні 1941 року і вивезених німецькими військами з Кам'янець-Подільського поштамту.
Представник німецької окупаційної влади доктор Ольшлегер зазначив при відправленні захопленої поштової кореспонденції в Австрію 1942 року: «Ця колекція дає картину настрою радянського народу на початку війни». Адресатами 1186 листів були мешканці майже всіх республік колишнього СРСР. Здебільшого листи направлялися в усі області України, значну частину Росії, але були й конверти в Перм, Башкирію, на Алтай, у Будапешт (Угорщина), Нарву (Естонія), Цулукідзе (Грузія) і т. д. Листи зберігалися нерозпечатаними у фондах музеїв міста Відня аж до повернення їх в Україну.
На початку 2010 року листи були передані в Національний музей історії України у Другій світовій війні. Передача відбулася за участі Державної служби контролю за переміщенням культурних цінностей через державний кордон України. Зображення конвертів з адресами і текстовий перелік адрес знаходяться на сайті музею, який поставив своєю метою забезпечити доставку кореспонденції. Зі звернення музею:

Науковці Меморіалу розпочинають дослідження цієї колекції і просять відгукнутися адресатів, адресантів, рідних, близьких, знайомих, усіх, хто може пролити світло на їхні долі. Хоч і через 70 років, проте листи мають бути доставлені. Це наш священний обов'язок.

Звернення було опубліковано у ряді ЗМІ, блогів і форумів. Зокрема, на форумах «Прикордонник» і «Солдат.ru» проводиться робота з пошуку адресатів кореспонденції. У ряді випадків листи знайшли адресатів і отримали відповідну позначку на сторінці музею.
За сприяння органів державної влади, засобів масової інформації, історико-пошукових клубів і просто небайдужих громадян уже віднайдено близько 676 родин, яким адресувалися листи.